# ماجيلان (ون بيس)
ماجيلان هو أحد شخصيات انمي ومانغا ون بيس، وهو الرئيس السابق للسجن العظيم الإمبل داون لكنه نزل إلى رتبة النائب بعد أن فشل في الإمساك بالهاربين من الامبل داون، وهو قوي جدا من اقوى شخصيات ون بيس.

## مظهره
ماجلان هو رجل كبير، وهو أكبر من الإنسان العادي بحوالي 3 أضعاف.
لديه وجه يشبه قرد ضخم، مع أسنان حاده جدا ولحيه كثيفه، أصابعه تشبه أصابع الغوريلات الزرقاء، يرتدي أجنحة خفافيش وهناك قرون على رأسه، والتي يمكن أن يستخدمها كأسلحه، ولديه تحت القبعة، شعر أسود قصير، عموما ماجلان يشبه الشيطان في حين أن معظم الحراس يرتدون زيا أبيض اللون، ماجلان يرتدي بذله سوداء اللون مع قميص أحمر تحتها، وهناك رايات على كتفه الأيمن وقطه حبل، منذ عشرين عاما، في حين كان لا يزال نائب الرئيس، كانت لديه نفس الملابس كما هو في أحداث الإمبل داون

و بعد سنتين ظهر ماجيلان وهو يرتدي نفس الملابس مع ندبة جديدة على وجهه، وقد كانت أحد اجنحة سترته مقطوعة وكذلك قرونه، ويرجح ان ذلك بسبب هروب سجناء المستوى السادس من الإمبل داون بواسطة مارشال دي تيتش.

## شخصيته
ماجيلان يأكل دائما طعام مسموم وذلك اثر فاكهة الشيطان الخاصة به عليه، وهو دائما ما يصاب بأسهال شديد، ونتيجة لذلك يقضي ماجيلان عشر ساعات في الملحاض يوميا، وينام ثماني ساعات، وحتى بعد هذه الاضرار إلا انه يبقى يتناول طعام مسموم دائما، وهو يحب الإمكان المظلمة كثيرا ودائما يبقى فيها

على الرغم من انه يقضي اربع ساعات فقط عمل فيها كمدير، لكنه يأخذ عمله على محمل الجد، وهو لايسامح السلوكيات السيئة للمساجين وهو يمتلك الحق في قتل أي واحد منهم إذا رائ ذلك مناسبا، ولم يتردد عندما استخدم الهيدرا على سجناء المستوى السادس عندما أهانوه 

ماجيلان يعتز جدا بسمعة الامبل داون كأظم سجن، وهو لا يسمح لأحد بالهرب منه، وهو يشعر بالأهانة الشخصية إذا حاول أحد الهروب، كما فعل مونكي دي لوفي مع بعض السجناء حيث تمكنوا من الهرب من الامبل داون يرحم اعدائه ويحب التلاعب بهم، وهو أيضا قاسي مع اتباعه وظهر ذلك عندما هاجم أحدهم بالهيدرا عن طريق الخطأ

و لكنه يبدو طيب القلب مع الابرياء وهو يكره المجرمين كثير

## علاقاته

### حراس الإمبل داون
ماجيلان هو قاسي بشكل كبير مع حراس الامبل داون، وهو دائما يستخدم السم لكي يسكتهم، ورغم ذلك فهو يهتم بهم قليلا خصوصا عندما هرب القراصنة من الامبل داون

و دائما هناك صراع بينه وبين نائبه «هانيبال» الذي يطمح دائما بأن يصبح المدير، ودائما ماجيلان متفوق عليه، ويتمنى هانيبال دائما بأن يرى ماجيلان يفشل في مهمته لذلك يحاول الإفساد، وقد سخر هانيبال من ماجيلان عندما تأثر بجمال بوا هانكوك لذلك قام ماجيلان بأرسال له سم بطريقة مضحكة لكي يغيضه، ويمكن اعتبار هانيبال أكثر شخص يتعرض لسم ماجيلان، ورغم تلك النزاعات لكن ماجيلان يعترف بهانيبال بأنه الشخص الانسب لكي يكون الرئيس من بعده، وبعد سنتين أصبح هانيبال الرئيس وماجيلان النائب لذلك أصبح مستاء من هانيبال لأنه يقصر في وظيفته وخصوصا من خروجه

شيريو كان يقتل الكثير من سجناء الامبل داون لغرض المتعة وهذا ادى إلى غضب ماجيلان، وقد حكم على شيريو بالحبس المؤبد ومن ثم الإعدام، ولكن أثناء محاولة اختراق الامبل داون، حاول ماجيلان مساعدة شيريو واخبره بأنه لديه فرصة لتأجيل حكم الإعدام إذا ساعده، لكن شيريو غدر بهد وانضم إلى قراصنة اللحية السوداء

### حكومة العالم
ماجيلان موالي جدا لحكومة العالم، وهو يأخذ وظيفته على محمل الجد، وبعد الحرب رفض ماجيلان تلقي العناية الطبية، وأخذ كامل المسؤولية لهرب السجناء من الامبل داون وقد حاول الانتحار لفشله

### المجرمين
ماجيلان لديه الحق في قتل أي مجرم في الامبل داون يسبب فوضى، ولكنه يهتم لهم قليلا وهو يتسامح معهم بعض الشيء خصوصا عندما يشتموه فهو دائما يغطي اجسامهم بالسم ويرتك لهم العلاج، ولكنه قام بضرب سجناء المستوى السادس بواسطة هيدرا السم وذلك بسبب أهانته منهم، وأيضا هو قام بحبس شيريو بسبب السجناء لأنه كان يقتلهم من اجل المتعة.

### الأسد الذهبي شيكي
قبل عشرين سنة من بداية القصة، كان شيكي هو أول شخص يهرب من السجن العظيم الإمبل داون، عن طريق قطع ساقيه واستبدالهما لاحقا بسيفين طويلين، وهذا ادى إلى استياء ماجيلان كثيرا (الذي كان نائب المدير وقتها) وشوه سمعة الامبل داون.

### مونكي دي لوفي
ماجيلان يكره لوفي لأنه قد هرب من الامبل داون وشوه سمعته حيث أنه لم يهرب أحد منذ زمن شيكي، وهو يعتبرها اهانة شخصية لنفسه كمدير، وهذه الكراهية حدثت عندما قام لوفي بتحرير عدد كبير من سجناء الامبل داون والهرب من السجن، وقد حاول ماجيلان منع لوفي من إنقاذ اخاه إيس، وقام بإسقاط عدد كبير من السجناء، وحاول اللحاق بهم خارج السجن لكنه تعرض لخدعة كبيرة من قبل مستر 2 بون كلاي الذي ساعدهم على الهرب.

### بينثام
افعال بينثام (مستر 2) التي ساعدت المجرمين على الهرب في نهاية أحداث الإمبل داون اثارت غضب ماجيلان، وبعد أن دخل بينثام في معركة طويلة جدا وشاقة تمكن اخيرا من الوصول إلى الامبل داون، ولكنه لم يهرب فقد قام بمساعدة تهريب السجناء وذلك عندما قام بالتنكر على هيئة ماجيلان، وهذا قد اغضب ماجيلان وقام بينثام بفتح بوابة العدالة وقال انه غير نادم على مافعله، وقد تقاتل الاثنان وتمكن ماجيلان من الفوز لكنه لم يقتله حبسه فقط.

### مارشال دي تيتش
تيتش اقتحم الامبل داون أثناء الفوضى التي حدثت به بسبب الهاربين، وقام ماجيلان بتغطية اجسام تيتش وبقية قراصنته بالسم في المستوى الرابع، ولكن ساعدهم شيريو وقاموا بتحرير سجناء المستوى السادس وذهبوا وهاجموا ماجيلان مما ادى له إلى اصابات بليغة جدا.

## قوته وقدراته
عندما كان ماجيلان رئيس السجن، كان هو الأمر الناهي في الامبل داون، وكما قال بون كلاي بأن جميع السجناء يخشون منه، حتى ان اثنان من الشيشيبوكاي سابقا هما كروكودايل وجينبي قد كانا قلقا بوصول ماجيلان للهاربين، وبعد أن أصبح نائب الرئيس أصبحت سلطته الثانية بعد هانيبال ورغم ذلك بقي هو الشخص الموثوق لحراسة الامبل داون

ماجيلا لديه الحق بقتل أي سجين في الامبل داون إذا كان ذلك ضروريا، ورغم انه يقضي عشر ساعات في الملحاض وثمان ساعات في النوم لكن يمكنه التنسيق بين حراس السجن بسهولة، فضلا عن انه يعلم كل الفخاخ في السجن كله

كما أنه تمكن من هزيمة اللحية السوداء وقراصنته بسهولة، ووفقا لما قال شيريو بأنهم قد قللوا من قوته

و خلال معركة إيفانكوف مع ماجيلان، تمكن إيفانكوف من جرح ماجيلان جرحا صغيرا ولكن رغم ذلك تعرض لهزيمة من ماجيلان بسهولة، وعندما قاموا قراصنة اللحية السوداء بتحرير سجناء المستوى السادس كادوا ان يقتلوا ماجيلان، ويقال بأن شيريو خطر جدا لدرجة ان قوته قد تعادل قوة ماجيلان، ويعتبر اخطر منه لأن ماجيلان يقضي معظم الوقت في الملحاض، ولكن بقي ماجيلان اقوى من شيريو وتمكن من حبسه في المستوى السادس.

### قدارته البدنية
حتى بدون قدرة فاكهة الشيطان، فماجيلان يتمتع بقوة كبيرة اقوى من البشر العاديين بكثير، وظهرت عندما قام بإيقاف قوة الشمع الخاصة بمستر 3 بيد واحد فقط، وأيضا عندما قام بتكسير الحاجز الذي صنعه إينازوما، وتمكن من الأمساك ببورتغاس دي إيس بيد واحدة عندما حاول الاخير الهرب

و أيضا هو يتمتع بمرونة غيربة لجسده الضخم، حيث تمكن من تجاوز الجير ساكند للوفي بسهولة (رغم ان الجير ساكند تقوم بتحطيم اقوى الدفاعات)، وتمكن من متابعة القتال بعد تلقي ضربة قوية مابشرة من لوفي

ماجيلان لم يكن منزعج تماما من درجات الحرارة العالية جدا في المستوى الثالث والرابع (حيث ام المستوى الثالث يقوم بصهر الطيور فيه والمستوى الرابع أكثر حرارة بكثير) وأيضا لم يكن مهتم بدرجة البرودة الشديدة جدا في المستوى الخامس (حيث أن الطعام كان يتجمد فورا) في الامبل داون.

### فاكهة الشيطان
اكل ماجيلان من فاكهة دوكو دوكو نومي تعتبر من اخطر فواكه الشيطان من ناحية الضرر للخصم، وهيا من نوع باراميسيا، والتي تمكن الشخص من ان يطلق السم، ماجيلان يمكنه ان ينتج العديد من السموم بأنواع مختلفة، مثل التنفس بغازات سامة، وأيضا سم مسيل للدموع وهو نوع من الغاز أيضا، وفوقاعة السم، وأكثر اسلوب يستخدمه ماجيلان وهو مايخيف السجناء هو الهيدرا حيث يقوم بتكوين تنين ضخم من سم سائل وإطلاقه على خصمه وهو يمنع الحركة ويذيب الشخص حالا، وقد تمكن بواسطة الهيدرا من التغلب على قراصنة اللحية السوداء بسهولة، رغم ان شيريو قال بأنهم قد قللوا من قوة ماجيلان، ويمكن لماجيلان صنع طريق بواسطة السم

ماجيلان دائما يقوم بصنع طبقة كثيفة جدا من السم السائل ويغطي بها جسده كدرع، وهذا يجعله يسمم كل من حاول لمسه لمهاجمته (الذين يعتمدون على القتال الجسدي)، والسم لدى ماجيلان يعطي نكهة للطعام حيث أنه يأكل طعام مسموم، ولكنه يتعرض لأسهالات دائما، وقد تمكن مستر 3 من صنع حاجز قوي جدا من الشمع وتغطية لوفي به حيث تمكن من صد سم ماجيلان وأيضا تمكن لوفي من ضرب ماجيلان به دون أن يتسمم

و بعدها اثبت مايجلان بأن هذه الحالة لن تدوم طويلا، حيث قام ماجيلان باستخدام نسخة أخرى من السم تسمى بسم الشيطان وهي قوية جدا جدا تمكنت من إذابة درع لوفي الشمعي، وهي عبارة عن هيكل عضمي عملاق مكون من سم كثيف جدا لونه احمر يقوم بتذويب الصخور بثواني، وعندما يمس احدا يقتله على الفور، ولا يوجد علاج لهذا السم.

### أسلحته
قرون ماجيلان تعتبر كسلاح له، حيث يمكن ارتدائها والقيام بالضرب بواستطها وهي قوية.

## تاريخه

### الماضي
عندما كان ماجيلان طفلا اكل من فاكهة دوكو دوكو نومي التي جعلت منه يحب السم رغم انه لم يكن يحبه ابدا

### هروب شيكي
منذ 22 سنة من القصة، تمكن القرصان الاسد الذهبي شيكي من الهرب من الامبل داون حيث قام بقطع قدماه، وقد ذهب ماجيلان (الذي كان نائب المدير وقتها) إلى زنزانته ليصدم انه قام بقطع قدمها.

### حبس شيريو
عندما كان شيريو الرئيس كان دائما يقوم بقتل السجناء لأجل المتعة فقط، لذلك كان ماجيلان يعارضه جدا وكان شيررو لا يهتم له، وقد أصدر قرار بإزالة شيريو من منصبه وتعين ماجيلان الرئيس ومن ثم حبس شيريو في المستوى السادس وانتظار حكم الإعدام.

### أحداث الإمبل داون
عندما دخل نائب الإدميرال مومونجا ومعه الشيشيبوكاي بوا هانكوك سأل مومونجا دومنيو عن ماجيلان فقالت له انه يقضي عشر ساعات في الملحاض وثماني ساعات للنوم بدون احتساب وجبات الطعام، وقد تفاجئ مومونجا بذلك وسأل عن كيفية ملائمة ماجيلان لهذا الوضع، فقالت له بأنه يمتلك قوة فاكهة دوكو دوكو نومي تمكنه من هزيمة اعدائه بسهولة شديدة، ومن ثم ظهر هانيبال لكي يستقبل الزوار

و بعدها ظهر ماجيلان واعتذر عن تأخيره وقال هانيبال له بأن لا يأكل سم بعد، لكنه قال بأن يجب عليه معالجة السم بالسم وقد سخر هانيبال منه لذلك نفخ عليه بعض السم، ومن ثم غضبت بوا هانكوك وقامت بالقفز على ماجيلان بسبب رائحة السم الكريهة لكن ماجيلان اعجب بجمالها مثل غيره، وقد جلس هانيبال على كرسي المدير وطلب من دومنيو المغاردة، فقال مومونجا بأنهم على عجلة من امرهم

و قام بعدها ماجيلان وهانيبال بمرافقة مومونجا وهانكوك إلى المستوى السادس حيث يوجد إيس، وقد غضب ماجيلان بشدة من السجناء حيث شتموه وقالوا له بأن يعطيهم هانكوك وجميع من بالسجن أحبها (ما عدى إيس، جينبي وكروكودايل) وقام ماجيلان باستخدام الهيدرا وإسقاط أحدهم بالسم، وبعد أن ذهبت هانكوك، تلقى ماجيلان اخبار عن دخول لوفي، وقد عرفوا بأنهم في المستوى الرابع ومعه بون كلاي وأستعد ماجيلان للذهاب إلى هناك والقتال

و بعد أن ظن لوفي بأنه قد يوجد طعام أو مطبخ في المستوى الرابع، لكنه غضب بسبب ذلك حيث لا يوجد طعام، ومن ثم ظهر ماجيلان للوفي وبدأ بون كلاي بالصراخ بعدم المحاربة، وقال بأنه يمتلك قوة السم وعليهم ترك الطعام والهرب، ولكن ماجيلان قال لهم بأن جميع الحراس قد طوقوا المكان، تماما كما تنبأ مستر 3، وقد طلب ماجيلان من لوفي ان يقول له كيف تمكن من الدخول لكن لوفي رفض ذلك وفضل الموت (إذ انه لو اعترف سيؤدي ذلك إلى خطر على حياة هانكوك) وقد بدأ القتال بينهما ولم يتمكن بون كلاي من فعل شيء فهرب، وقد أصاب ماجيلان أحد الحراس بالسم عن طريق الخطأ

و قد عرف بون كلاي بأن السم يقتل الخلايا العصبية، وتوسل الحراس لماجيلان بأن يعطيهم الترياق فقال ماجيلان بأنه يجب أن لا يتدخلوا، وقد حاول لوفي قتال ماجيلان لكنه لم يتمكن فحاول الهرب غير ان ماجيلان قام بإطلاق فقاعات السم عليه، وقام ماجيلان بإطلاق الغاز المسيل للدموع لذلك ارتدى الحراس الاقنعة، وقد اصاب لوفي

و قام ماجيلان بإطلاق الهيدرا على لوفي ومن ثم تبعه بواسطة طريق السم، وقام ماجيلان باستخدام قرونه السمة أيضا وقام بمهاجمة لوفي ولكنه تفادها وقد تعجب لوفي حيث اذابت الصخور (تماما كخطاف كروكودايل السام في آلباستا)، وحاول لوفي الهرب وظل ماجيلان يهاجم بواسطة القرون السامة، ومن ثم تجاوز لوفي الجسر ولكنه ظل يريد القتال إذ انه يريد إنقاذ إيس ولا يمكنه هزيمة ماجيلان الا ذا لمسه، وقد اضطر لفي للقيام بذلك وأستخدم الجير ساكند وهاجم ماجيلان بضربة القذيفة وتأثر ماجيلان اثرها لكن اصابت يدى لوفي بالسم

و قد تمكن ماجيلان من النهوض ومتابعة القتال وتمكن من اصابة لوفي بالمزيد من السم القاتل، وتغلب ماجيلان على لوفي وقام برميه في المستوى الخامس، ومن ثم غادر إلى المستوى السادس حيث إيس، وقد حاول إيس الهروب وقام بضرب الحراس لكن ماجيلان امسكه بسهولة لأنه مقيد بالكايروسيكي 

و بعد فترة توجه ماجيلان إلى المستوى الرابع مرة أخرى ليجد العديد من السجناء يحاولون الهرب ويجد بوابة المستوى الثالث مفتوحة، وقد رأى ماجيلان نائبه هانيبال ساقط وقال هانيبال بانه قد تعرض لهجوم قوي من بون كلاي وامره ماجيلان بان يمسكوه، ومن ثم اتظح بأن هانيبال كان هو بون كلاي متنكر وهانيبال الحقيقي مقيد وقد ذهب بون كلاي ليساعد لوفي

و بعد أن تم تسليم إيس، ذهب ماجلان إلى المستوى الثاني وقام بإسقاط الهاربين كلهم واتصل بهانيبال ليخبره بأنه أظطر لتحرير شيريو من زنزانته لكي يساعدهم وهذا اخاف هانيبال لكن شيريو قام بخيانة السجن كله

و بعد أن استعمل مايجلان المصعد للنزول للمستوى الرابع قابل في طريقه اللحية السوداء وقراصنته، ولم يتحدث معه كثيرا حيث غطى اجسامهم بالسم، ومن ثم اتجه خلف لوفي وبقية الهاربين والشواذ الذين كان معهم إيفانكوف، وتمكنوا من الوصول إلى المستوى الثالث بنجاح ومن ثم لحق بهم وقال لهم إيفانكوف بأن يهربوا وطلب من إنازوما بأن يقطع الدرج لكي يقاتل ماجيلان، وقد نشأ قتال بين ماجيلان وإيفانكوف وحاول إيفانكوف الفوز لكنه لم يتمكن وتعرض للسم وسقط، ومن ثم لحق بإينازوما وهزمه ماجيلان بسهولة أيضا، وحاول اللحق بهم وتمكن من الوصول إلى المستوى الأول، لكن مستر 3 تمكن من صد بعض السم بواسطة الشمع من فاكهة دورو دورو نومي، وتمكن لوفي ومستر 3 من قتاله بنجاح، لكن ماجيلان استخدم سم الشيطان وتمكن من اذابة الشمع بسهولة، وبعدها تمكن كروكودايل و داز بونز وجينبي من جلب سفينة واستعدى جينبي الحيتان لمساعدتهم، لكن ماجيلان طلب من البحرية سفينة وبالفعل كاد على وشك ركوب سفينة ولحاقهم خرج السجن (إذ ان بوابة العدالة لن تفتح لهم) لكنه تفاجئ بفتحها وعاد مسرعا للسجن ليجد ماجيلان آخر امرهم بفتح البوابة وبعدها اتضح انه مستر 2 بون كلاي الذي بقي في الامبل داون لكي يأمن على هربهم ومن ثم هزمه ماجيلان لكنه لم يقتله بالحبسة في المستوى الخامس 

و بعد الحرب أكتشف سينجوكو عن ماحدث لماجيلان حيث أنه تعرض لهجوم عنيف جدا من قبل اللحية السوداء وقراصنته مع شيريو الخائن وسجناء المستوى السادس الخطرين جدا، وهذا ادى إلى سقوط ماجيلان وأصابته.

## معاركه
- ماجيلان ضد شيريو المطر

النتيجة : تمكن ماجيلان من حبسه
- ماجيلان ضد مونكي دي لوفي (المتسوى الرابع)

النتيجة : فوز ماجيلان بسهولة
- ماجيلان ضد ءالسجناء المستوى الثاني

النتيجة : فوز ماجيلان بسهولة
- ماجيلان ضد مارشال دي تيتش وقراصنته

النتيجة : فوز ماجيلان بسهولة
- ماجيلان ضد إمبريور إيفانكوف (المستوى الثالث)

النتيجة : فوز ماجيلان بسهولة
- ماجيلان ضد إينازوما

النتيجة : فوز ماجيلان بسهولة
- ماجيلان ضد مونكي دي لوفي و مستر 3 مع الهاربين (المستوى 1)

النتيجة : تمكن الجميع من الهرب
- ماجيلان ضد بون كلاي (لم تظهر)

النتيجة : فوز ماجيلان
- ماجيلان ضد قراصنة اللحية السوداء وسجناء المستوى السادس مع شيريو (لم تظهر)

النتيجة : فوز قراصنة اللحية السوداء والسجناء وشيريو وتعرض ماجيلان لأصابات شديدة

## هوامش
اسمه يشبه اسم المستكشف البحري الشهير البرتغال فيردناند ماجيلان

في الانمي في كان سجناء المستوى السادس ينادون ماجيلان برجل الأسهال، وفي ترجمة فونميشين قالوا له «بالرجل اللعين»

مثل سيزر كلاون وبارتولوميو فوجه ماجيلان يعطيه مظهر شيطاني جدا